# Famille Bérenger
Pour les articles homonymes, voir Bérenger.
La famille Bérenger est une famille d'hommes politiques français du XIXe siècle, originaire de la Drôme.

## Filiation simplifiée
- Marcelin René Bérenger (1744-1822), magistrat, député du tiers état du Dauphiné aux États généraux de 1789[1],[2].
  - Alphonse Bérenger, dit Bérenger de la Drôme, (1785-1866), magistrat, député de la Drôme et pair de France, membre de l'Académie des sciences morales et politiques[3], épouse Étiennette Rigaud de Lisle, fille de Louis-Michel Rigaud de l'Isle, député de la Drôme au Corps législatif[2].
    - René Bérenger (1830-1915), magistrat, député de la Drôme, sénateur inamovible et ministre des Travaux publics[1],[2] épouse Maria Detourbet[4].
      - Marcelle Bérenger[4].
      - Camille Bérenger[4].
      - Geneviève Bérenger[4].

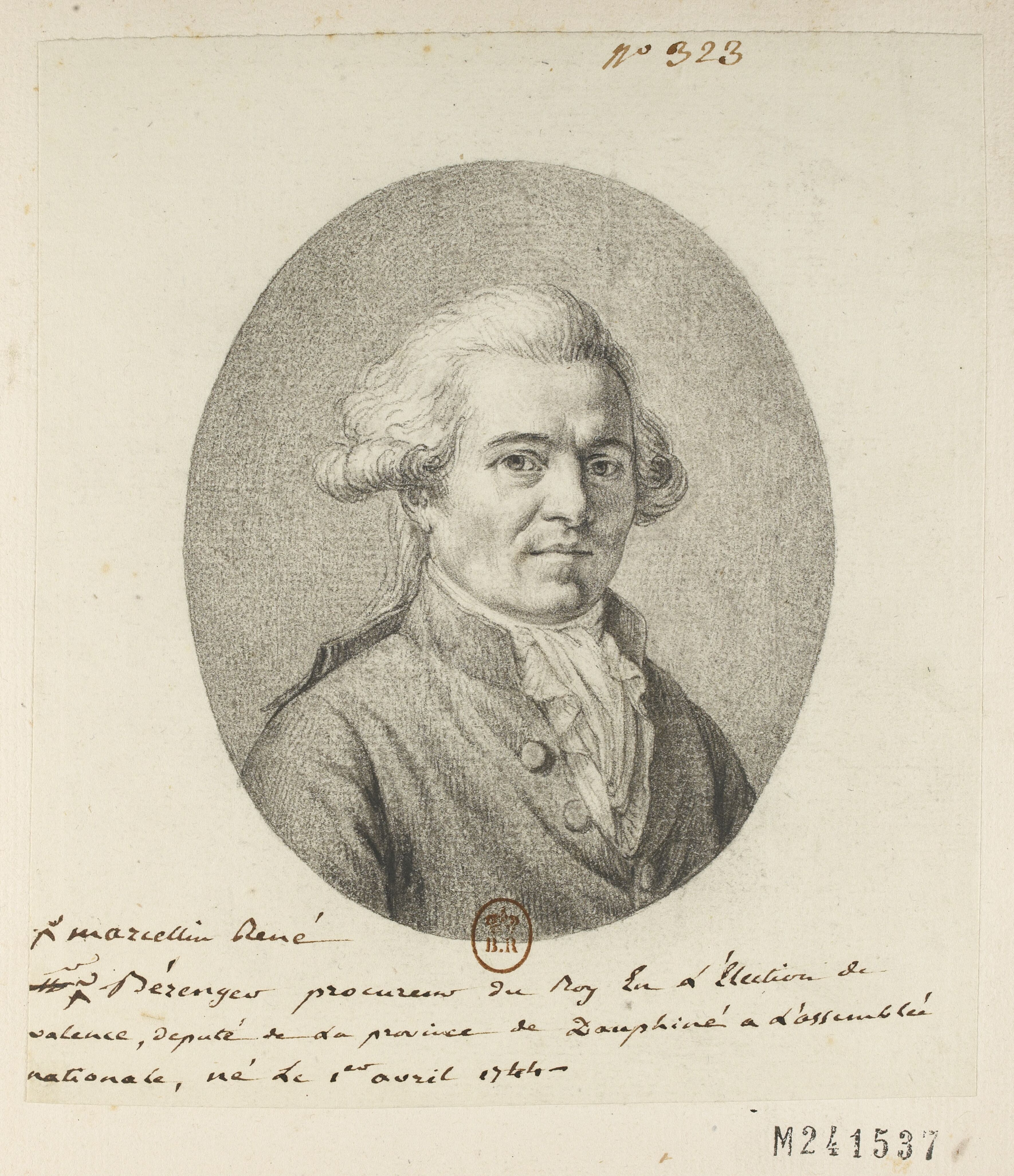
Marcelin René Bérenger
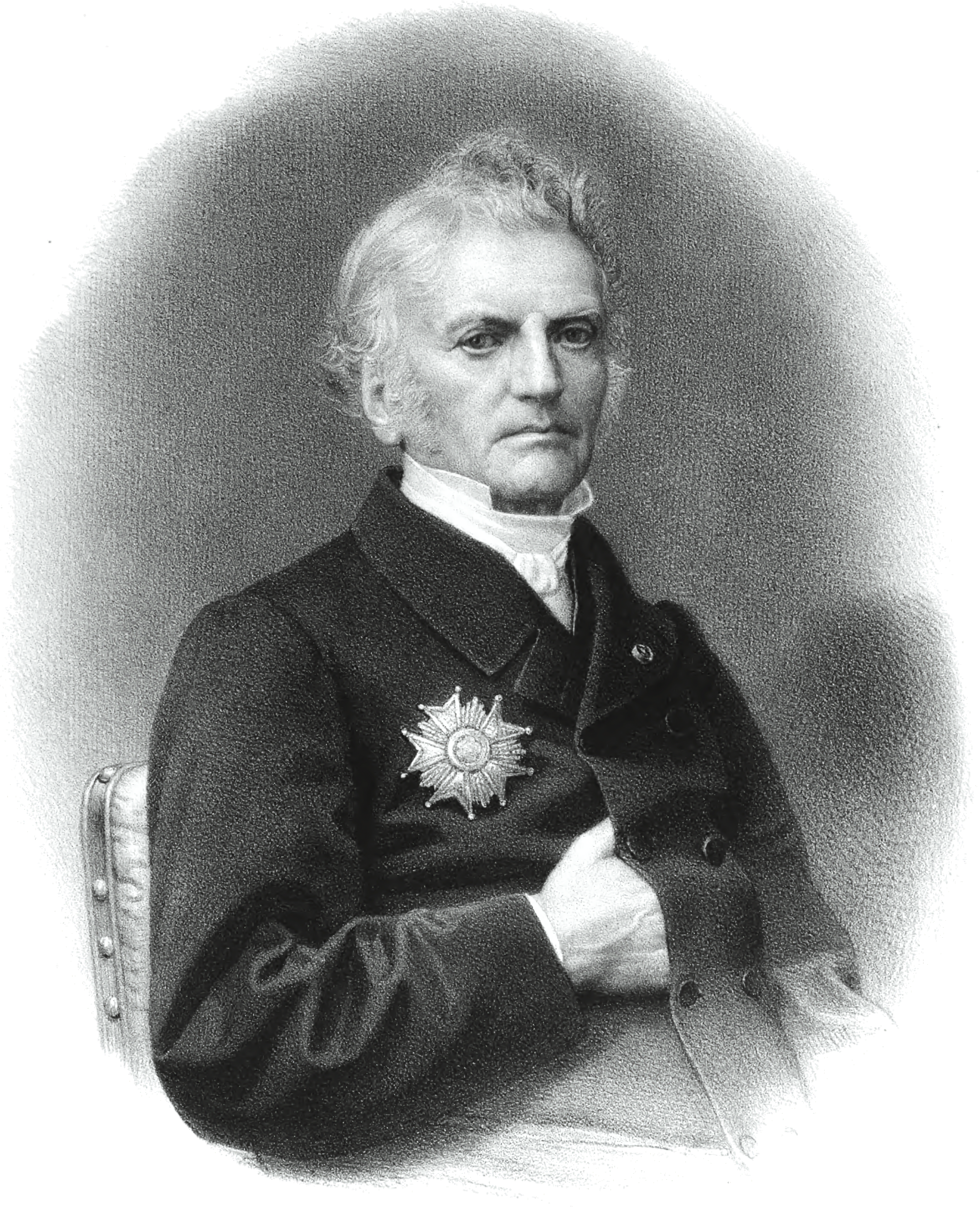
Alphonse Bérenger
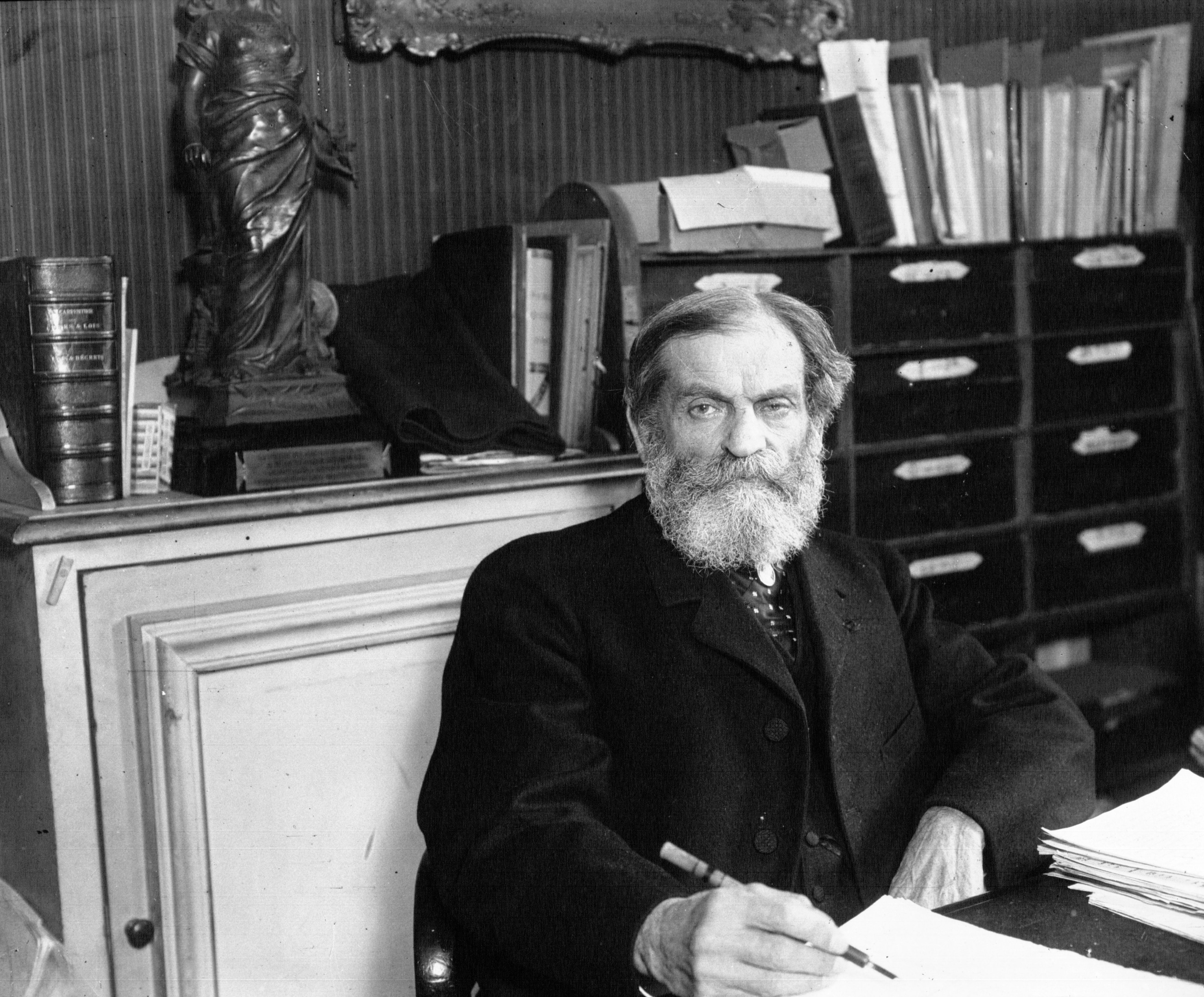
René Bérenger